# Paysage d’Hiver
Paysage d’Hiver – szwajcarski projekt muzyczny wykonujący ambient black metal, będący zarazem jednym z pionierów tej sceny. Założony został w 1997 w Schwarzenburgu k. Berna przez multiinstrumentalistę Tobiasa „Wintherr” Möckla, który pozostał jego jedynym członkiem przez wszystkie lata działalności. Nazwa projektu pochodzi z języka francuskiego i oznacza krajobraz zimy. Przed opublikowaniem płyty Im Wald w 2020 roku projekt nie miał na koncie żadnego albumu, wszystkie wydawnictwa były demami lub splitami wydawanymi za pośrednictwem Kunsthall Produktionen - wytwórni należącej do Wintherra oraz Nimosha z Nordlicht.

## Brzmienie
Muzyka Paysage d’Hiver odznacza się jednym z najbardziej ekstremalnych lo-fi, nawet jak na bardzo niskie standardy black metalu. Utwory są długie, szumiące i niewyraźne; większość z nich przekracza 10 minut, a najdłuższy (König Winter, Schneekönigin, Eisprinzessin, Prinz Frost) trwa 24 minuty i 54 sekundy. Ich tematyka stroni od typowego dla black metalu kultu nienawiści, satanizmu oraz antychrześcijaństwa, skupiając się w pełni na naturze, a konkretniej na zimie i zjawiskach jej dotyczących. Większość dem oparta jest na nagraniach wichur lub zamieci śnieżnych, do których dogrywane są właściwe utwory. Dominują szybkie blasty, a riffy i melodie toną w szumie, przez co są trudne do wychwycenia przez słuchacza.

## Członkowie
- Wintherr - wszystkie instrumenty (1997-)

## Dyskografia

### Dema
- Steineiche (1998)
- Schattengang (1998)
- Die Festung (1999)
- Paysage d’Hiver (1999)
- Kerker (1999)
- Kristall & Isa (2000)
- Winterkälte (2001)
- Nacht (2004)
- Einsamkeit (2007)
- Das Tor (2013)

### Albumy studyjne
- Im Wald (2020)
- Geister (2021)
- Die Berge (2024)

### Splity
- Paysage d’Hiver / Lunar Aurora (z Lunar Aurora, 2002)
- Das Winterreich / Schnee (z Vinterriket, 2003)